# Морской канал Обской губы
Морской канал Обской губы — глубоководный фарватер в Обской губе Карского моря для обеспечения навигации крупнотоннажных судов от моря до порта Сабетта на полуострове Ямал. Административно находится на территории Ямало-Ненецкого автономного округа России. Морской канал имеет протяженность 52,6 км, ширину 298 м и глубину 15,1 м. Параметры канала обеспечивают проход судов типа Yamalmax длиной 299 м и дедвейтом 80 000 тонн, предназначением которых является транспортировка СПГ. В 2023 году продолжаются работы по расширению канала для увеличения его пропускной способности.